# Beretenchopf
Beretenchopf är en kulle i Schweiz. Den ligger i distriktet Thal och kantonen Solothurn, i den centrala delen av landet, 50 km nordost om huvudstaden Bern. Toppen på Beretenchopf är 1 106 meter över havet.